# Emma (film 1996 McGrath)
Emma è un film del 1996 diretto da Douglas McGrath.
La pellicola è un adattamento cinematografico dell'omonimo romanzo di Jane Austen e vede protagonisti Gwyneth Paltrow, Jeremy Northam, Toni Collette e Ewan McGregor.

## Trama
Emma Woodhouse è una giovane e bella ragazza molto intelligente che si diverte a combinare matrimoni nella piccola comunità in cui vive. Quando la sua governante, Miss Taylor, si sposa e va a vivere con il suo nuovo marito, il signor Weston, Emma si prende il merito di averli fatti conoscere e portati al matrimonio, anche se suo padre e il vecchio amico di famiglia e confidente di Emma, George Knightley, disapprovano il suo comportamento. La ragazza, però, li ignora e decide di far sposare il reverendo Elton con Harriet Smith, ragazza semplice ed educata.
Mentre le due ragazze diventano molto amiche, Harriet viene corteggiata dal contadino Robert Martin, uomo onesto e rispettoso, ma quando lui le chiede di sposarlo, Emma convince l'amica a rifiutare un matrimonio così sconveniente. Intanto, il reverendo Elton si dichiara alla protagonista: quest'ultima ne rimane molto stupita, avendo ricevuto da lui segnali di una preferenza per Harriet, e lo rifiuta con decisione. Il reverendo sposa poi un'altra donna, ambiziosa e viziata, che entra in competizione con Emma e cerca di rubarle il suo ruolo all'interno della comunità.
Nei mesi successivi, la protagonista fa la conoscenza dell'affascinante e distinto figlio del signor Weston, Frank Churchill, che la corteggia, ma si scopre che l'uomo ha un fidanzamento segreto con la timida e gentile Jane Fairfax. Infine, Emma dopo molte incomprensioni, litigi e incertezze, si rende conto grazie ad un sentimento di gelosia risvegliato per lui, di essere in realtà innamorata del suo migliore amico, George Knightley e i due infine si sposano, mentre Harriet si fidanza con Robert Martin, che, nonostante il suo rifiuto, non aveva mai smesso di amarla.

## Produzione
Il regista voleva inizialmente realizzare una versione moderna di Emma, ma cambiò idea dopo aver scoperto che Amy Heckerling stava girando un film simile dal titolo Ragazze a Beverly Hills. Il film fu quindi realizzato con l'ambientazione originale.

## Riconoscimenti
- 1996 – Satellite Award
  - Miglior attrice in un film commedia o musicale a Gwyneth Paltrow
- 1997 – Premio Oscar
  - Miglior colonna sonora (musical o commedia) a Rachel Portman
  - Candidatura Migliori costumi a Ruth Myers
- 1997 – Writers Guild of America Award
  - Candidatura alla miglior sceneggiatura non originale
- 1996 – London Film Critics' Circle
  - Attore britannico dell'anno a Ewan McGregor
- 1996 – USC Scripter Award
  - Candidatura per USC Scripter Award a Douglas McGrath, Jane Austen